# لويس كيلر
لويس كيلر (بالإنجليزية: Louis Keller)‏ هو لاعب غولف أمريكي، ولد في 27 فبراير 1857 في نيويورك في الولايات المتحدة، وتوفي في 16 فبراير 1922.

## وصلات خارجية
- لويس كيلر على موقع الموسوعة البريطانية (الإنجليزية)